# تیتانوسراتوپس
تیتانوسراتوپس (نام علمی: Titanoceratops) نام یک سرده از زیرراسته شاخ‌چهرگان است.